# Пинч-эффект
Пинч (англ. pinch — сужение, сжатие) — эффект сжатия токового канала под действием магнитного поля, индуцированного самим током. Сильный ток, протекающий в плазме, твёрдом или жидком металле, создаёт магнитное поле. Оно действует на заряженные частицы (электроны и/или ионы), что может сильно изменить распределение тока. При больших токах сила Лоренца приводит к деформации проводящего канала, вплоть до разрушения. В природе наблюдается в молниях .

## История
Впервые в эксперименте эффект наблюдал нидерландский физик Мартин ван-Марум в 1790 году, разряжая лейденские банки через металлический провод. Объяснения этот эксперимент не получил до 1905 года.
Явление описано У. X. Беннеттом в 1934 применительно к потокам быстрых заряженных частиц в газоразрядной плазме.

## Реализация
При рассмотрении одномерного тока {\displaystyle {\vec {J}}}, направленного вдоль оси цилиндра (z-пинч), магнитное поле имеет только угловую компоненту {\displaystyle {\vec {B}}=B_{\theta }(r){\hat {\theta }}}, что позволяет удерживать траектории заряженных частиц вблизи оси цилиндра. По закону Ампера:
{\displaystyle \nabla \times {\vec {B}}=\mu _{0}{\vec {J}}}
в цилиндрических координатах
{\displaystyle \mu _{0}{\vec {J}}={\frac {1}{r}}{\frac {d}{dr}}(rB_{\theta }){\hat {z}}}